# 유무상
양정왕 유무상(梁貞王 劉毋傷, ? ~ 기원전 86년) 혹 양경왕 유무상(梁頃王 劉無傷)은 중국 전한의 황족 · 제후왕으로, 양왕이다. 양평왕 유양의 아들이다.
아버지가 양평왕 40년(기원전 97)에 죽자 그 뒤를 이어 양왕이 됐다.
양정왕 11년(기원전 86)에 죽어 아들 유정국이 왕위를 계승했다.